# Mesacanthion paradentatum
Mesacanthion paradentatum is een rondwormensoort uit de familie van de Thoracostomopsidae.